# Roi de mort
Roi de mort (titre original : Camber the Heretic) est un roman de fantasy appartenant au cycle des Derynis de Katherine Kurtz. Il fut publié en anglais américain en 1981 par Ballantine Books, et traduit en français par Michèle Zachayus. C'est le troisième tome de la Trilogie des Rois. L'action se déroule entre janvier 917 et janvier 918.

## Résumé
Cinhil Haldane, roi de Gwynedd, se meurt. Or son fils aîné et héritier, Alroy, n'a que onze ans. Une régence se profile, qui ne sera pas favorable aux seigneurs derynis... Le Conseil Cambérien récemment créé aura fort à faire pour protéger le peuple et la magie derynie, alors que le débat se déplace du plan politique au domaine religieux.